# Luiseños
Les Luiseños sont un peuple amérindien qui habitait, à l'époque des premiers contacts avec les Espagnols au XVIe siècle, dans la région côtière de la Californie du Sud. Dans la langue luiseño, ce peuple se désigne sous le nom de Payomkowishum, ce qui veut dire « peuple de l'Ouest ». Leur nom espagnol est dû à leur proximité de la Mission San Luis Rey de Francia (la « Mission de Saint Louis Roi de France »), qui a été fondée le 13 juin 1789 par le père Fermín Francisco de Lasuén, dans ce qui est aujourd'hui Oceanside, au nord du comté de San Diego.

## Langue
La langue luiseño fait partie de la famille des langues uto-aztèques et est menacée, n'étant plus parlée que par quelques dizaines de personnes. Cependant un projet de revitalisation de cette langue est en cours et remédiera peut-être à son extinction. Elle a été étudiée notamment par Ronald Langacker, qui en tire des exemples à l'appui de sa théorie de la grammaire cognitive.